# Bad Day on the Block
Bad Day on the Block (bra: Sob Pressão) é um filme produzido nos Estados Unidos em 1997 dos gênero thriller, escrito por Betsy Giffen Nowrasteh e dirigido por Craig R. Baxley.

## Sinopse
Um condecorado bombeiro de Los Angeles, Lyle Wilder (Charlie Sheen), que uma vez salvou a vida de um bebê em um incêndio, não está num dia bom. Na realidade, os últimos meses têm sido bem desagradáveis. E viver próximo ao que considera uma família perfeita não melhora as coisas para ele, absolutamente. Lyle sente saudades dos velhos tempos, quando ele era herói da cidade e sua família fazia o que ele dizia. Mas tudo o que ele tem agora é o seu próprio ódio, e ninguém para dividi-lo… Exceto seus vizinhos, os Bravertons, um jovem casal que vive muito feliz com duas doces crianças. É só uma questão de tempo até que Lyle transforme-se num terrível e diabólico vizinho.

## Elenco
- Charlie Sheen… Lyle Wilder
- Mare Winningham… Catherine Braverton
- David Andrews… Reese Braverton
- Noah Fleiss… Zach Braverton
- Chelsea Russo… Marcie Braverton
- John Ratzenberger… Al Calavito
- Dawnn Lewis… Sandy Tierra
- Cody Jones… D.J.
- David Hewlett… Andrew
- Phillip Jarrett… Bombeiro
- Kim Roberts… operador do 911
- Dawn Roach… operador do 911